# كأس تونس للكرة الطائرة للرجال 1957–58
كأس تونس للكرة الطائرة للرجال 1958-1957 هو الموسم رقم 2 من كأس تونس للكرة الطائرة للرجال.

فاز بهذا الموسم النجم الرياضي بحلق الوادي.

## روابط خارجية
- الموقع الرسمي للجامعة التونسية للكرة الطائرة.